# Ho-Kan
Ho-Kan (chinois :霍剛 ), également appelé avec le vrai nom Huo Hsueh-Kang, né le 23 juillet 1932 à Nankin, est un des artistes majeurs de la scène artistique indépendante chinoise, à la fois peintre, sculpteur, professeur et commissaire d'exposition. Ho Kan est un artiste chinois dont le rôle a été prédominant dans l’évolution de la peinture chinoise vers l’Abstraction. Ho Kan a joué un rôle majeur dans le développement de l'histoire de l'art de la Chine du XXe siècle.

## Biographie

### Premières années
Né à Nanjing, Province du Jiangsu  en Chine, le 23 juillet 1932, Ho Kan passe les premières années de son enfance et de son adolescence dans les conditions de vie difficiles, fils du poète et intellectuel Huo Daocheng et du Sang Yuhua. En 1938, sa famille déménage à Chongqing et Ho Kan passe son temps libre à dessiner tout le temps.

### La vie étudiante à Taiwan
En 1942, à la mort de son père, Ho Kan s'installe chez son grand-père, Ho Rei (Tueianchushi), nommé aussi Huo Chu Yeah, un célèbre artiste, intellectuel et calligraphique qui lui a appris à peindre les Idéogramme quand il était enfant, grâce à son incroyable talent l’initie à toutes les formes d’art et développe son goût pour les arts. Ho Kan résister avec la guerre anti-japonaise. Le travail et le dessin à l'école primaire de Ho Kan sont les meilleures de la classes, mais dans le 1949 Ho Kan entré à Taiwan avec "l'École des dépendants militaires révolutionnaires" ("Revolutionary military dependents school"), Ho Kan est forcé de quitter l'école. 
En 1950, Ho Kan a été accepté au "Département d'Art" de "Taipei Normal School" (now "National Taipei University of Education") et a étudié en 1951 la peinture avec Li Zhong-Sheng. En 1951, Ho Kan va aussi étudier l'art moderne occidentale à l'étude de Li Zhong-Sheng’s Antung St. studio avec Hsiao Chin. 
En 1953, Ho Kan a enseigné l'art dans "Jingmei Elementary School", et fondé la "Première École d'Art Nationale" à Taiwan, qui abandonne pour se consacrer à la peinture seul, demandant à Hsiao Chin de le soutenir. Il a également été Professeur d'art au groupe consultatif sur l'éducation obligatoire. Ho Kan est engagé dans tout le développement de l'éducation artistique à Taïwan.
En 1954, Ho Kan rejoint « l'Association des Professeurs » du Département de l'éducation de la province de Taiwan (maintenant Ministère de l'éducation de Taiwan).
En 1955, Ho Kan a fondé, réunissant les étudiants de l'atelier "Antung St. Studio", le premier l'exposition nationale la plus importante à l'époque de tout le pays.

### Les Ton Fan Group
En 1956, Ho Kan fondé le premier mouvement de l'Art chinois contemporain abstraite, plutôt l'art abstrait: le groupe d'avant-garde « Les Ton Fan Group » (Société de peinture de l'Orient, en pinyin dongfang huahui 会 画 会 Mouvement d'Orient), avec d'autres (Chen Tao Ming, Hsia Yan, Hsiao Ming-Hsien, Hsiao Chin, Li Yuan-Chia, Ouyang Wen-Yuan et Wu Hao), ils sont "Les huit hors-la-loi" (The Eight Outlaws), car ils sont devenus connus en raison de leur rébellion contre les tendances artistiques de le temps. Malgré son éloignement, il reste très actif au sein du groupe. Alors que les informations sur l’art contemporain occidental sont encore très sommaires à Taïwan. En 1956, Ho Kan est devenu Professeur d'art au Taiwan "Education Touring Council".
En 1957, Ho Kan décide d'organiser la première exposition du groupe Le "1° Ton Fan Group Exhibition" (Société de peinture de l'Orient), réalisé à "Shing Sheng New Building" à Taipei suivie de beaucoup d'autres  aussi en Italie, en Espagne, en Allemagne, aux États-Unis. C'est le premier collectif d'art expérimental histoire internationale de l'art contemporain non seulement de la Chine mais de tout le continent asiatique. 
Ho Kan s'y rendait régulièrement. En 1958, le gouvernement japonais invite Ho Kan à exposer à l'"Asian Young Art Exhibition" de Tokyo où il obtient la renommée internationale. Il sera également connu en Italie où il est invité à exposer à "International Abstract Exhibition" à Prato.

### Europe et Paris (1964-2017)
Dès 1964, grâce à un réseau de relations, Ho Kan part aux Europe, dans le vaisseau naval pétrolier français nommé «Vietnam», arrive d'abord en France, vivant principalement à Paris et Milan. Ho Kan a rencontré Xia Yang Xiaoming Yin, résidaient à Paris avant de déménager en Italie pour arriver à Milan. En Europe, Ho Kan est membre de l'European Chinese Writers Association. 
Ho Kan devient un peintre abstrait, la calligraphie très habile est le protagoniste de l'avant-garde de l'art contemporain chinois, internationalement reconnu.
À son arrivée en Italie, Jackson Pollock, Franz Kline et Paul Klee détournent Ho Kan de l'art de l'écriture orientale, ce qui lui donne un immense impact: "ses études de calligraphie, de pierre et de totem culturel après l'analyse du vaisseau, la fonction sensorielle de l'objet est enlevée, l'endoplasme mental est exploré, et la pensée physique est à nouveau utilisée pour déconstruire l'image". Ho Kan comprend des compositions allant du surréalisme à l'abstraction géométrique, et réalisées des années 1950 à nos jours. "Sa peinture est une tentative de clarifier, synthétiser la pensée orientale (en particulier le "Tao") et ses traditions esthétiques avec les moyens d'expression de l'avant-garde occidentale: Cubisme, Surréalisme, Abstraction lyrique à Piet Mondrian, Kasimir Malevitch, à des américains comme Mark Rothko avec qui vous comparez personnellement vers la fin des années soixante: « En tout cas, c'était de la peinture pure, faite exclusivement en termes et avec les instruments de peinture », qui nous rend heureux en la contemplant, en parfait équilibre entre naturalisme et abstraction: entre la "religion du rejet du monde" (l'abstraction) et "le témoignage d'un appétit solide" (naturalisme). Le pinceau sert à ne pas reproduire ou imiter mais à extraire les choses du chaos" (Stefano Soddu et Luca Pietro Nicoletti). 
L'art traditionnel chinois connut une certaine reprise après la mort de Staline en 1953, et surtout après la «Campagne des Cent fleurs» de 1956-57.
Contrairement aux tendances stylistiques officiellement sanctionnées, les artistes alternatifs ne pouvaient être établis qu'à certains moments où les phases de répression plus intense et de censure de l'État alternaient avec d'autres de plus grande libéralité. Après la répression de la «Campagne des Cent fleurs» et surtout après la Révolution culturelle, l'Art chinois contemporain était tombé en hibernation. Après la Réforme économique chinoise Deng Xiaoping en 1978 de République populaire de Chine, il y avait un tournant. Certains artistes pourraient aller en Europe à des fins d'étude; des expositions sur l'art occidental contemporain ont également été tolérées ainsi que la publication de la revue exigeante "Review of Foreign Art".

### Le retour à Pékin
Pendant cette période, Ho Kan vivait à Pékin, Taiwan et en Europe, suivant les développements de divers Mouvement artistique moderne, et accumulant un corpus riche et impressionnant, réaffirmant l'Art chinois contemporain dans le monde entier. En 1973, Hsiao Chin retourne vivre à Milan avec lequel Ho Kan revient souvent peindre ensemble et faire de la recherche artistique, et il se lie d’amitié avec Lucio Fontana.
Ho Kan a été élu membre du jury artistique chinois pour la Biennale de São Paulo.
Depuis, il produit un travail très profond se consacrant à la culture classique chinoise et à l'environnement populaire occidental.
En 1981, Kan Kan a participé à l'exposition commune du 25e anniversaire des groupes Ton-Fan et Fifth Moon, Taipei. En 1985 Ho Kan En 1985, il a commencé des voyages et des expositions au Brésil. En 1991, a participé à l'exposition du 35e anniversaire des groupes Ton-Fan et Fifth Moon, Taipei.

## Marché de l'art
Lors d'une vente aux enchères Sotheby's à Hong Kong en 2021,  Composition abstraite 抽象構圖 (1967), une huile sur toile, a été vendue pour 149 974 euros plus les frais d'enchères.

## Art conceptuel
Ses œuvres se concentrent sur le vide, qui n'est ni le premier protagoniste, une surface de couleur uniforme, tendue comme de la soie, qui communique une sensation de silence, et sur cette surface des signes se font jour.
Ho Kan utilise des signes géométriques, peint son idée de la vie, étant pour lui l'apparition soudaine d'une voix individuelle dans la continuité de l'univers.
Ainsi Ho Kan représente dans ses œuvres la relation inexplicable entre l'un et le tout, entre la partie et l'intérieur.

## Style
Les explorations artistiques de Ho Kan et Hsiao Chin sont des évolutions et des transformations au sein de la Philosophie orientale et de l'canon esthétique occidentale qui excellent parfaitement la capacité à synthétiser la Peinture chinoise moderne et les tendances artistiques internationales.
La plupart des premières œuvres de Ho Kan ont capté des « images mentales ». Les formes transmogrifiées des oiseaux et des bêtes parcouraient les espaces de ses toiles, dans un mode surréaliste débordant de mystère. Ses couleurs ont tendance à être de La saturation chromatique moyenne à faible et relativement sombre. Après s'être installé à Milan, il développa ses explorations surréalistes, mais ses contours tendirent vers l'abstraction géométrique rationnelle. Ce fut une période de transition dans la formation de son vocabulaire artistique. En d'autres termes, après le milieu des années 1960, Ho Kan se dirigea vers des compositions aux bords durs et un esprit de poétique visuel. Les structures composées de cercles et de lignes colorées impliquaient des espaces se déplaçant dans des directions aléatoires et imprévisibles, manifestant des forces agissant de l'extérieur du cadre et exprimant la signification des choses extérieures à l'image. L'art de Ho Kan était clairement influencé par la culture riche de l'Italie, et ses peintures ont montré la subtilité et la retenue. Alors que ses couleurs à l'huile étaient légères et gracieuses, elles transmettaient néanmoins une profondeur d'esprit considérable. Des années 1970 à aujourd'hui, ses couleurs sont devenues plus denses et lumineuses, ses compositions plus lissées et minimes, souvent exprimées par des points symétriques, spontanément manifestés et des segments courts et droits se chevauchant. Parfois, les lignes et les champs se figent dans l'opposition mutuelle. Des points scintillants et des lignes se matérialisent soudainement, perturbant une image tranquille et expansive. Pourtant, à d'autres moments, on découvre ces petits symboles souples servant de mouvement musical reconstitué de lignes calligraphiques désassemblées.
Ho Kan est allé en Europe pour absorber les concepts et techniques les plus récents et les plus modernes de l'art occidental, contribuant ainsi au développement des arts à Taiwan. Des styles tels que la calligraphie et les inscriptions en pierre ont eu un impact profond sur la création de Ho Kan. Il a utilisé des formes, des sons et des significations comme éléments de son inspiration. Basé sur l'art traditionnel chinois, il a emprunté des idées et des médias occidentaux pour créer un style d'art personnel unique. Ho Kan restaura les formes de base originales, apprit la composition de l'espace à partir de la calligraphie, et combina tout cela à ses peintures, montrant ainsi un espace constitutif unique.

### Évaluation
Ho Kan a commenté lui-même: "Mes travaux actuels sont relativement compacts, relativement simples, plus introvertis et plus autosuffisants.".
Xiao Qiongrui, professeur d'histoire à l'Université nationale Cheng Kung, a commenté son travail: "Ho Kan est tout à fait le vrai goût de Li Zhong-Sheng dans ses performances de peintre. L'abstraction ressemblant au cœur de Li Zhong-Sheng, en fait, une variété très diversifiée de compétences et d'esprit, l'Inde, le raclage, la peinture, le ruissellement..., produisent un effet proche et naturel. Les travaux de Ho Kan sont très géométriques à première vue, mais ils ne sont pas du tout mécaniques: même une seule ligne peut ou non avoir été dessinée, mais d'autres sont laissées de côté. Le soi-disant rester, est d'utiliser une autre surface de couleur à couvrir, la surface de couleur et la surface de couleur entre, laissant la couleur de fond d'origine, et formé une ligne. Cette variété de compétences, forment également un riche contenu visuel de l'écran, donnant aux gens un espace intéressant. Dans son observation personnelle, le travail de Ho Kan est "plein de main" et il semble qu'il utilise rarement la technique du "masquage de bande": le soi-disant visage, ligne et forme semblent avoir été peints à la main et ne sont donc pas tranchants ou glacés sentant, mais est plein de chaleur et de connotation profonde". Vanni Scheiwiller a commenté le travail de Ho Kan: "...la grande peinture sans image: entendre avant de la voir. Une peinture qui ne crie jamais".
Avec Ho Kan le symbole était alors devenu un «objet inséparable; vibré dans un espace magique. "Cela signifiait le refermer par un référent verbal explicite, le laissant suivre sa propre "ligne de narration": "il se déplace librement dans des directions inventées, contraste sur des fonds transparents bleus ou violets; chargé de suggestions oniriques ouvre la voie aux espaces larges et clairs, comme une empreinte que les jours ne peuvent effacer".

## Expositions
Les œuvres de Ho Kan ont été exposées aux États-Unis, en Chine, en Hong Kong, en Corée, en Japon, au Royaume-Uni, en Pays-Bas, en Italie, en Allemagne, en France, en Autriche, en Espagne, et en Suisse.
Récemment, une exposition intitulée « Ho Kan - Reverberations » a été organisée à Taipei, dans TFAM - Taipei Fine Arts Museum.

### Expositions personnelles
- 1958  "Asian young art Exhibition", Tokyo, Japon
- 1958 Galleria Numero, Florence, Italie
- 1960  "International Abstract Art Exhibition", Prato, Italie
- 1960 Galleria Numero, Florence, Italie
- 1964 Galerie Internationale d’Art Contemporain, Paris
- 1965 Palais des expositions, Rome, Italie
- 1965 Galleria Tao, Nasen-Haus, Vienne (Autriche)
- 1965 Galleria Artecentro, Milan, Italie
- 1966 Galleria il Cenobio, Italie
- 1966 Galleria La Cornice, Cremona
- 1966 Galleria Sanpetronio, Bologna
- 1966 Studio Maspes Romegialli, Sondrio
- 1967 Galleria Pozzi, Novara
- 1967 Galleria Artecentro, Milan
- 1968 Galleria L'Entracte, Lausanne, Suisse
- 1968 Galleria Wil Falazik, Bochum, Allemagne
- 1969 Galleria Artecentro, Milan
- 1970 Solo Exhibition "Ho Kan", Galleria Brambach, Bâle, Suisse
- 1970 Solo Exhibition "Ho Kan", Galleria Orez, Deen Haang, La Haye, Pays-Bas
- 1970 Solo Exhibition "Ho Kan", Galleria Brechbul, Granges (Soleure), Suisse
- 1970 Galleria L'Entracte, Lausanne, Suisse
- 1971 Solo Exhibition "Ho Kan", Galleria Giorgi, Florence, Italie
- 1971 Solo Exhibition "Ho Kan", Galleria Il Fondaco, Messina, Italie
- 1971 Solo Exhibition "Ho Kan", Galleria del Barba, Castellanza, Italie
- 1971 Solo Exhibition "Ho Kan", Galleria Arte Artecentro, Milan, Italie
- 1971 Solo Exhibition "Ho Kan", Galleria Studio, Matera, Italie
- 1972 Galleria Artecentro, Milan, Italie
- 1972 Solo Exhibition "Ho Kan", Galleria Giovio, Como, Italie
- 1972 Solo Exhibition "Ho Kan", Studio Maspes-Romegialli, Sondrio, Italie
- 1973 Solo Exhibition "Ho Kan", Abbazia di Santa Maria di Finalpia, Finale Ligure, Italie
- 1973 Solo Exhibition "Ho Kan", Istituto Italo-Cinese, Milan, Italie
- 1973 Solo Exhibition "Ho Kan", Galleria Artecentro, Milan, Italie
- 1973 Solo Exhibition "Ho Kan", Comune di Alessandria, Alessandria, Italie
- 1974 Solo Exhibition "Ho Kan", Galleria Andromeda, Bologna, Italie
- 1974 Solo Exhibition "Ho Kan", Galleria Marcon IV, Rome, Italie
- 1975 Solo Exhibition "Ho Kan", al Castello, Milan, Italie
- 1975 Solo Exhibition "Ho Kan", Galleria Gemelli, Rimini, Italie
- 1976 Solo Exhibition "Ho Kan", al Castello, Milan, Italie
- 1976 Solo Exhibition "Ho Kan", Galleria Fumagalli, Bergamo, Italie
- 1976 Solo Exhibition "Ho Kan", Galleria Artecentro, Milan, Italie
- 1977 Solo Exhibition "Ho Kan", Galerie Chutz, Solothurn, Suisse
- 1977 Solo Exhibition "Ho Kan", Galerie Eco, Finale Ligure, Italie
- 1978 Solo Exhibition "Ho Kan", Galleria Artecentro, Milan, Italie
- 1978 Solo Exhibition "Ho Kan", Kunstgalerie Brambach Art, Basel, Suisse
- 1979 Solo Exhibition "Ho Kan", Pinacoteca Musei Comunali, Macerata, Italie
- 1979 Solo Exhibition "Ho Kan", Musei Comunali Amici dell'Arte, Macerata, Italie
- 1978 Solo Exhibition "Ho Kan", Galleria Artecentro, Milan, Italie
- 1979 Solo Exhibition "Ho Kan", Galleria Proust, Venezia, Italie
- 1982 Solo Exhibition "Ho Kan", Galleria Arte Centro, Milan, Italie
- 1984 Solo Exhibition "Ho Kan", Galleria Artecentro, Milan, Italie
- 1985 Solo Exhibition "Ho Kan", Asia World Art Gallery Art Center, Taipei, Taïwan
- 1985 Solo Exhibition "Ho Kan", Milan, Italie
- 1985 Solo Exhibition "Ho Kan", Galerie Brechbuhl, Granges (Soleure), Suisse
- 1986 Solo Exhibition "Ho Kan", Comune di Tavernelle, Val di Pesa, Italie
- 1987 Solo Exhibition "Ho Kan", Galleria Civica d'Arte moderna, Palazzo dei Diamanti, Ferrara, Italie
- 1988 Solo Exhibition "Ho Kan", Galleria Artecentro, Milan, Italie
- 1990 Solo Exhibition "Ho Kan", Cherng Pir Gallery, Taipei, Taïwan
- 1990 Solo Exhibition "Ho Kan", Eslite Gallery, Taipei, Taïwan
- 1990 Solo Exhibition "Ho Kan", Contemporary Art Gallery, Taichung, Taïwan
- 1992 Solo Exhibition "Ho Kan", Casa Veneto Museo di Muggia, Trieste, Italie
- 1994 Solo Exhibitions of Ho-Kan, Musée national des beaux-arts de Taïwan, Taichung, Taïwan 8 octobre-13 novembre
- 1995 Solo Exhibition "Ho Kan", Eslite Gallery, Taipei, Taïwan
- 1999  "Ho Kan: Retrospective" , Dimension Art Center, Taipei, Taïwan
- 2009 "Investire in Cina", Ho Kan, Lo Meihing, Zheng Rong, Regione Lombardia, Fondazione Cariplo, Camera di Commercio Italo Cinese, Milan
- 2010 Solo Exhibition "Ho Kan", Da Xiang Art Spaces, Taichung, Taïwan
- 2011  "Universal Eternity - Ho Kan Solo Exhibition", National Tsing Hua University Arts Center, Hsinchu, Taïwan
- 2012  "Exploring the Westland - The Eight Heighwaymen of the East" , Da Xiang Art Space, Taichung, Taïwan
- 2012  "Age 80 - Ho Kan's Drawing Exhibition" , Da Xiang Art Space, Taichung, Taïwan
- 2014 "Ho Kan - Sole Exhibition", Moon 12 art, Taipei, Taïwan
- 2014  "Walking by Taiwanese art : 1927 - 2014" , Liang Gallery, Taipei, Taïwan
- 2016 "Ho Kan - Reverberations" , TFAM - Taipei Fine Arts Museum
- 2016 "Ho Kan" Chini Gallery at KIAF, Séoul, Corée du Sud
- 2017 "Ho Kan", Galleria Scoglio di Quarto, Milan, Italie
- 2017  "Art & Poetry" - The Worship of nature", avec Ho Kan, Hsiao Cin, Liu Yiuan, Claudio Zago, Banca Generali, Big Eyes Vision International, Amalart, Expo Milan
- 2017 "Ho Kan", Chini Gallery at KIAF Art, Séoul, Corée du Sud
- 2017 "Ho Kan", Ke-Yuan Gallery, Taichung - Art Central Hong Kong

### Expositions de groupe majeures
- 2014 "Abstract / Symbol / Oriental - Exhibition of Taiwan's Masters modern Art" , Liang Gallery, Taipei, Taïwan
- 2012  "The Pioneers of Taiwanese Artists 1931-1940" , Musée national des beaux-arts de Taïwan, Taipei, Taïwan
- 2007  "The River of Art Meanders Tracing the Origin of Taiwan Art From 1736-1969", Musée national des beaux-arts de Taïwan, Taipei, Taïwan
- 2005  Musée national des beaux-arts de Taïwan, Taipei, Taïwan
- 2000  Musée national des beaux-arts de Taïwan, Taipei, Taïwan
- 1999   "Lee Chun-Shan and his pupils" , Musée national des beaux-arts de Taïwan, Taichung, Taïwan
- 1999  Musée d'art contemporain de Shanghai, Shanghai, Chine
- 1997  The “Fifth Moon” “Ton-Fan” Modern Spirit Modern Art Center - Taichung, Taipei, Jinmen, Taïwan
- 1997 “The Memo of Ton-Fan”, Dimension Center - Taipei, Taiwan
- 1996  The ‘Fifth Moon” ”Ton-Fan” Modern Spirit 40th Anniversary G.Zen - 50 Art Gallery Kaushon
- 1991  “Anni 90 L'Apprendista Stregone", Faenza, Italie
- 1991 Taipei Contemporary Gallery, Taipei, Taïwan
- 1991 Galleria della Bussola (Ex Oriente Lux), Torino, Italie
- 1990  "Contemporary Artists drawing Exhibition" , Galleria Cheng Pin, Taipei, Taïwan
- 1986  "A retrospective exhibition of contemporary chinese Art", Taipei Fine Arts Museum, Taipei, Taïwan
- 1984 Iistamidstodinfh, Islande
- 1984 Galleria Brambach, Basel, Suisse
- 1984 Ponte delle Gabelle, Milan
- 1984 "Fine Artists Museum Overseas Chinese Artists Exhibition", Taipei Fine Arts Museum, Taipei, Taiwan
- 1982 Galleria Artecentro, Milano
- 1982 Anniversary, "The Chinese Response" (painting by leading Overseas Artists), Hong Kong Museum of Art, Hong Kong
- 1981 "The 25th Anniversary joint exhibition of Ton Fon and Fifth Moon Group", Musée national des beaux-arts de Taïwan, Taipei, Taïwan
- 1974 "Primo incontro d'arteo", Palazzo del Comune, Bergamo Bossico
- 1973 Collettiva per l'Estate, Galleria il Giorno, Milan
- 1973 Incontro alle Fornaci di Cunardo, Cunardo
- 1971 Galleria d'Arte Giovio, Como
- 1971 "9 Artisti contemporanei cinesi", Galleria Artecentro, Milan
- 1970 "7° premio internazionale di pittura", Campione d'Italia
- 1970 Studio del Beccaro, Milan
- 1970 Galleria La Darsena, Milan
- 1970 Galleria Carlo del Beccaro, Milan
- 1969 Galleria Giovio, Como
- 1969 Gruppo d'Arte La Cornice, Cremona
- 1969 Rassegna Internazionale di pittura d'arte "Acireale turismo", Acireale
- 1969 Prima Mostra d'Arte Contemporanea "Confronto di Tendenze", Porto Valtravaglia
- 1969 Galleria Milano, Milan
- 1969 Galleria La Bilancia, Varese
- 1968 Studio Cortesi, Milano
- 1967 Galleria d'Arte il Salotto, Como
- 1967 Galleria Moltrasio, Monza
- 1967 Museo Internazioanale di Arte Contemporanea, Museo Novecento, Florence
- 1966 Museus de Arte Brasileira da Fundação Armando Álvares Penteado, São Paulo, Brésil
- 1966 "Mostra del Gruppo Punto", Galleria Fanesi, Ancona
- 1966 Signals London, Londres, Grande-Bretagne
- 1966 Galleria Mainieri, Milan
- 1965 Ottava Mostra Nazionale di pittura, Capo d'Orlando
- 1965 Galleria Umetnostna, Maribor, Slovénie
- 1965 Galleria Garitta, Bergamo
- 1965 Galliera Amici dell'Arte, Macerata
- 1965 Galleria Centro Artistico, Genova
- 1965 Galleria il Fondaco, Messina
- 1965 "Pittura Moderna Cinese", Rome
- 1963 Musée d'art Leverkusen-Chineseische Kunstler der Gegenwart, Leverkusen, Allemagne
- 1961-1962 Musée d'art Leverkusen-Chineseische Kunstler der Gegenwart, Leverkusen, Allemagne
- 1960 Mostra Internazionale d'Arte astratta, Prato
- 1958 Prima Esposizione della giovane pittura Asiatica, Tokyo, Japon
- 1960  1st International Modern Arts Salon, Hong Kong, Chine
- 1959  1st Biennale of Young Artists, Paris, France
- 1957/59  4th and 5th Biennale of São Paulo, Brésil
- 1958   1st Exhibition of Asia’s Young Artists, Tokyo, Japon
- 1957  1st to 9th ‘Ton Fan‘ Exhibitions 1957-64, Taipei, Taïwan
- 1957/64  ‘Ton Fan‘ Exhibition - New York, Italie, Allemagne, Autriche et Espagne
- 1956 Esposizione Nazionale di pittura e calligrafia, Taipei, Taïwan

## Prix
- 1965 Prix "International Art of Development Prize", Premio Città di Gubbio, en Italie.
- 1965 Prix "Premio Bollate", en Italie.
- 1965 Prix "Premio Cinisello", Cinisello Balsamo, en Italie.
- 1966 Prix "Premio Vicolo Pasquirolo", Targa d'oro, Padova, en Italie.
- 1966 Prix "Golden Award of the international painter", Novara, en Italie.
- 1966 Prix "International Art of Development Prize", Premio Città di Gubbio, en Italie.
- 1967 First Prix "Premio Nazionale di Pittura Corona Ferrea", Monza, en Italie.
- 1969 Prix "International Painting Exhibition", Acireale, en Italie.
- 1969 First Prix of "Giuseppe Mori", Lecco, Italie.
- 1969 Prix "7th International Painting Exhibition", Campione, en Italie.
- 1997 Priz "Foundation Taiwan Lee Chun-Shan" pour la réalisation de la peinture contemporaine.

## Musée
Les œuvres de Ho Kan et Ton Fan group sont présentes dans de nombreux musées, non seulement en Chine, mais aussi dans des collections privées du monde entier, y compris:
- Galerie nationale d'Art moderne et contemporain, Rome, Italie
- Museo Novecento, Florence
- Musées de Gênes[13]
- Musée de Nankin, Nankin
- Musée d'art national de Chine, Pékin, Chine
- Museum of Modern Art, New York, États-Unis
- Metropolitan Museum of Art, New York, États-Unis
- New York Public Library, New York, États-Unis
- Musée d'art contemporain de Barcelone, Espagne
- Musée national d'histoire (Taïwan)
- Musée national de Taiwan, Taichung, Taïwan
- Jiangsu Art Gallery, Nankin
- Musée d’Art de Hong Kong, Hong Kong, Chine
- Musée d’Art de Shanghai, Shanghai, Chine
- Musée d’Art de Guandong, Guanzhou, Chine
- Musée d’Art de Zhonghsan, Guangdong, Chine
- Musée d’Art de Zhongshan, Zhongshan, Guangdong, Chine
- Musée national d’Art de Chine, Pékin, Chine
- Musée national des beaux-arts de Taïwan, Taichung, Taïwan
- Taipei Fine Arts Museum, Musée national des Beaux-arts de Taïwan, Taïwan[14]
- Musée national des Beaux-arts de Taïwan, Taichung, Taïwan
- Musée national de l'histoire de Taïwan
- Taipei National University of the Arts
- Dimension Endowment of Art, Taipei, Taïwan
- Musée cantonal des Beaux-arts, Lausanne, Suisse
- Staatsgalerie, Stuttgart, Allemagne,
- Kunstverein, Düsseldorf, Allemagne
- Musée Haus Lange, Krefeld, Allemagne
- Musée national de Wales, Cardiff, Angleterre
- Librairie nationale de Wales, Aberystwyth, Angleterre
- Musée d’Art moderne, Skopje, Macédoine
- Randers Kunstmuseum, Randers, Danemark
- Randers City Museum, Randers, Danemark
- Musée d’Art Moderne et Contemporain, San Gimignano, Italie
- Fondation Antonio Mazzotta, Milan, Italie
- Fondation A. Calderara, Vaciago (Novara), Italie
- Musée d’Art Moderne & Musée d’Art Contemporain, Barcelone, Espagne

### Œuvres (sélection)
- Point jaune, cm 60 x 60, huile sur toile
- Charme silencieux (《寂弦激韻》)
- Sans titre, 1984, cm 120 x 170, huile sur toile
- Sans titre, 1990, cm 80 x 100, huile sur toile
- Sans titre, 1990, cm 30 x 30, huile sur toile
- Sans titre, 1990, cm 100 x 100, huile sur toile
- Sans titre, 1988, cm 100 x 80, huile sur toile
- Sans titre, 1988, cm 100 x 80, huile sur toile

## Signature
Signé 'HO KAN'; signé et daté en chinois (au revers).

### Catalogues
- Michael Sullivan. Moderne chinese artists, a biographical dictionary. University of California Press. 2006.  (ISBN 978-0-520-24449-8)
- The Modernist Wave. Taiwan Art in the 1950s and 1960s. Musée national des beaux-arts de Taïwan. 2011.  (ISBN 978-986-02-8859-9)
- Reverberations, Ho Kan, Paperback. Publisher TFAM. Taipei Fine Arts Museum. 2017.  (ISBN 978-986-05-1543-5)
- Maria Campitelli. Elena Pontiggia. Ho Kan, Geometrie dell'Infinito. Publisher Lattuada Studio, Milan. 1992.